# Lojsta prästänge

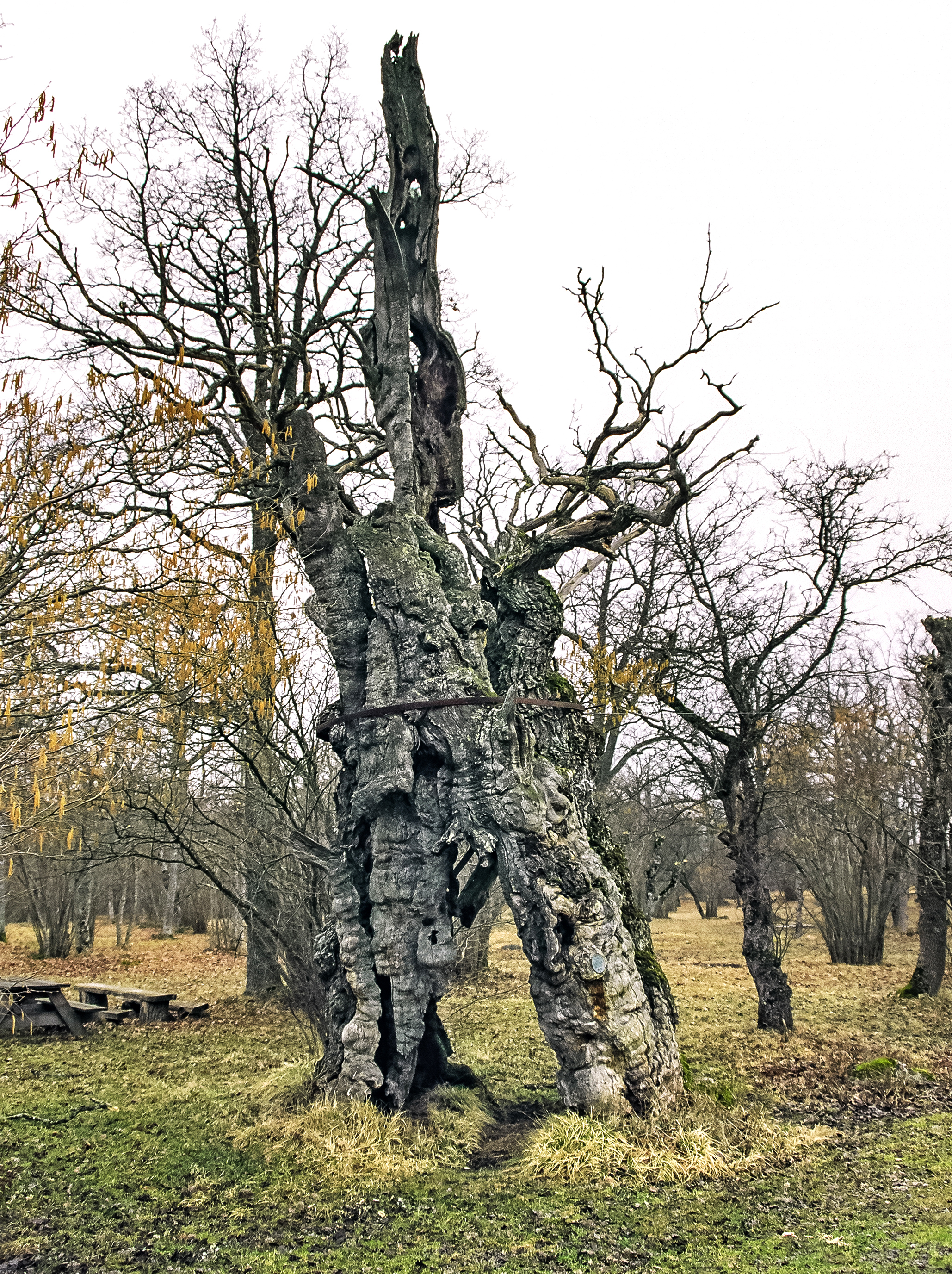
Lojstaeken i Lojsta prästänge, våren 2004

Lojsta prästänge är en löväng i Lojsta socken på mellersta Gotland. Den ligger sydväst om Lojsta kyrka, alldeles väst om länsväg 142.

## Flora
På ängen växer några av Gotlands äldsta och största ekar. Den så kallade Lojstaeken började växa för omkring 1000 år sedan och har en omkrets på nästan åtta meter. Dess innanmäte är helt ruttet och har försvunnit. Eken levde fram till år 2000, men 2001 grönskade den inte längre.
På ängen växer också hassel och vildapel samt klappade askar, liksom den utrotningshotade svensk ögontröst. I Lojsta prästänge häckar halsbandsflugsnapparen och den sällsynta och fridlysta dårgräsfjärilen har även påträffats ett flertal tillfällen på ängen.
Området utgör en del av ett kyrkoreservat sedan år 2000.